# ليو ماسايو
ليو ماسايو هو لاعب كرة قدم برازيلي في مركز الدفاع، ولد في 11 أغسطس 1987 في ماسايو في البرازيل. لعب مع Esporte Clube Flamengo ‏.

## وصلات خارجية
- ليو ماسايو على موقع قاعدة بيانات كرة القدم.إي يو (الإنجليزية)
- ليو ماسايو على موقع Soccerway.com (الإنجليزية)